# Mare Vaporum

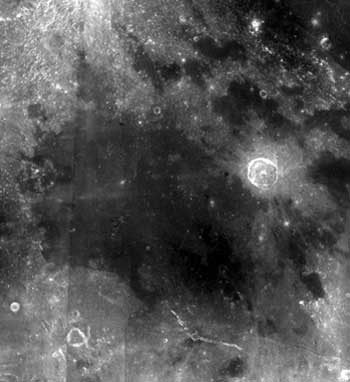
De Mare Vaporum. De krater Manilius is de grote krater rechts van de mare. Hyginus is in het zuiden te zien als een lichtgekleurde streep. Geheel links ligt de bergketen Montes Apenninus.

Mare Vaporum (Latijn: zee der mist) is een mare in het centrale gedeelte van de naar de aarde toegekeerde kant van de maan.

## Beschrijving
De diameter van Mare Vaporum is 245 kilometer en het oppervlak 55.000 km². De maankorst rondom de mare stamt uit het Vroeg Imbrium, terwijl het vloedbasalt zelf jonger is en uit het Eratosthenium stamt. Het inslagbekken dat door het basalt is opgevuld, is onderdeel van het bekken van Oceanus Procellarum.

## Locatie
Mare Vaporum ligt ten zuiden van de boogvormige bergketens Montes Apenninus en Montes Haemus.

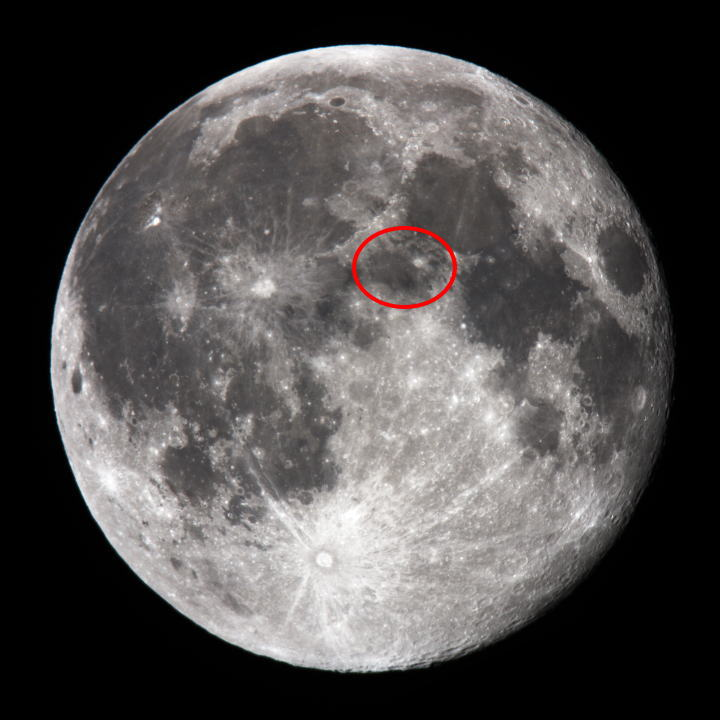
De locatie van Mare Vaporum

## Naamgeving
De benaming Mare Vaporum is afkomstig van Giovanni Battista Riccioli. Eerder kreeg dit gebied van Michael van Langren de benaming Fretum Catholicum. Johannes Hevelius gaf aan bepaalde gedeelten van dit gebied afzonderlijke benamingen. Het noordoostelijk gedeelte noemde hij Bosporus, sinus Propont. ad. Het westelijk gedeelte kreeg de benaming Hellespontum, sinus Propont. ad. Het zuidelijk gedeelte noemde hij Sinus Propontis. Pierre Gassendi gaf aan het gebied dat later officieel erkend werd als Mare Vaporum de benaming Hecates Penetralia.

## Rima Hyginus en N°46, de vloer van Hyginus
Ten zuiden van de mare is vanaf de aarde een chevronvormige lijn te zien. Dit is Rima Hyginus met in het midden ervan de inslagkrater Hyginus. De vloer van deze krater is gedeeltelijk bezaaid met onregelmatige maregebiedjes (irregular mare patches). De vloer van Hyginus staat op N°46 in de lijst van onregelmatige maregebiedjes. Ten westen van de mare ligt de bergketen Montes Apenninus.

## J.N. Krieger's en R. König'sSchneckenberg
Net ten noorden van Rima Hyginus, tegen de zuidelijke rand van Mare Vaporum, ligt een slakkenhuisvormige formatie die door de selenografen Johann Nepomuk Krieger (1865-1902) en Rudolf König (1865-1927) Schneckenberg werd genoemd. Deze benaming werd echter niet officieel verklaard door de Internationale Astronomische Unie (IAU), maar is wel nog te zien op sommige maankaarten, zoals de door Hans Schwarzenbach ontworpen Hallwag-maankaart.

## Hyginus N (Klein's krater)
Net ten oosten van J.N. Krieger's en R. König's Schneckenberg, tegen de zuidelijke rand van Mare Vaporum, meende de Duitse selenograaf Hermann Joseph Klein (1844-1914) op 19 mei 1877 met behulp van een 5,5-inch- oftewel 140mm-refractortelescoop te Keulen een nieuwe krater te hebben ontdekt. Zijn ontdekking was echter het resultaat van de combinatie van de optisch-psychologische verschijnselen clair-obscur en trompe-l'oeil. In de periode dat H.J. Klein's ontdekking voor waar werd gehouden, kreeg deze formatie de benamingen Hyginus N, Hyginus Nova en Klein's krater.

## Donker halokratertje ten westen van Manilius
Gedurende volle maan is ten westen van de heldere inslagkrater Manilius, in het noordoostelijke gedeelte van Mare Vaporum, een donker halokratertje te zien. Dit donkere halokratertje werd gedurende de missie van Apollo 15 vanuit een baan om de maan gefotografeerd.

## Noord-enZuid-Amerikaten westen van Manilius
Ten westnoordwesten van het donkere halokratertje dat zich westwaarts van Manilius bevindt, liggen enkele depressies waarvan een tweetal qua vorm sterk doen denken aan het Amerikaanse continent. Het noordelijk gedeelte (Noord-Amerika) bevat het onregelmatig maregebiedje dat gecatalogiseerd is als N°30. Het zuidelijk gedeelte (Zuid-Amerika) bevat N°84. Iets ten zuidoosten van N°84 ligt N°37.

## Lacus Felicitatis en Ina
Net ten noorden van Mare Vaporum ligt het kleine maregebiedje Lacus Felicitatis met de D-vormige depressie Ina, een van de grootste onregelmatige maregebieden op de maan. Deze D-vormige depressie (Ina) werd toevallig ontdekt op de orbitale maanfoto's gemaakt tijdens de missie van Apollo 15 in de zomer van 1971. Ina kan, mede dankzij digitale webcamtechnologie, gevonden worden met een niet al te kleine amateurtelescoop.

## Lichtende V
Ten zuidwesten van Mare Vaporum, net ten noordnoordoosten van krater Ukert, kan tijdens de schijngestalte eerste kwartier een lichtende V worden waargenomen. Dit is een clair-obscurverschijnsel dat vooral opvalt tijdens het waarnemen van de maan met een amateurtelescoop. Op hetzelfde moment van het verschijnen van de lichtende V kan ook de lichtende X ter hoogte van de zuidelijke kraters Blanchinus, la Caille en Purbach worden waargenomen.

## Rima Yangel'
Net ten zuiden van Lacus Felicitatis, aan de noordrand van Mare Vaporum, ligt het kratertje Yangel' (Manilius F) met de van oost naar west lopende rille Rima Yangel', die door menig selenograaf uit het predigitale tijdperk bij het maken van maankaarten vergeten werd. Rima Yangel' kan door zijn oost-westoriëntatie geen schaduwen tonen.

## Trivia
- Op de maankaart van Rand McNally is rond het noordelijke gedeelte van Mare Vaporum het raadselachtige object Morotcha te zien. Wat Morotcha precies is, moet nog worden onderzocht.